# Kiedrzyn (Białobrzegi)
Pour les articles homonymes, voir Kiedrzyn.
Kiedrzyn (prononciation : [ˈkʲɛdʐɨn]) est un village polonais de la gmina de Wyśmierzyce dans le powiat de Białobrzegi de la voïvodie de Mazovie dans le centre-est de la Pologne.
Il se situe à environ 8 kilomètres au sud-ouest de Wyśmierzyce (siège de la gmina), 17 km à l'ouest de Białobrzegi (siège du powiat) et à 72 km au sud de Varsovie (capitale de la Pologne).
Le village possède approximativement une population de 50 habitants.

## Histoire
De 1975 à 1998, le village appartenait administrativement à la voïvodie de Radom.